# This is My Sen
This is My Sen is de thuisbasis van AS Trencin  Het sportpark, eigendom van AS Trenčín, wordt verder gebruikt voor wedstrijden van de AS Trenčín jeugdelftallen . Daarnaast is het de trainingslocatie van deze genoemde elftallen en de hoofdselectie van AS Trenčín.